# Ташкентская и Узбекистанская епархия
Ташке́нтская и Узбекиста́нская епархия (узб. Toshkent va Oʻzbekiston yeparxiyasi/Тошкент ва Ўзбекистон епархияси) — епархия Русской православной церкви, включающая в себя православные приходы на территории Узбекистана. Учреждена весной 1871 года как «Туркестанская» с центром в городе Верном.
С 27 июля 2011 года включена в состав новообразованного Среднеазиатского митрополичьего округа. Правящий архиерей Ташкентской епархии является главой митрополичьего округа; в делах, касающихся митрополичьего округа, а также при литургическом поминовении в иных, кроме возглавляемой им самим епархиях, титулуется митрополит Среднеазиатский.
С 2011 года правящий архиерей — митрополит Викентий (Морарь).

## История
В июне 1865 года отрядом генерала Михаила Черняева был захвачен Ташкент.
В 1868 году Туркестанский генерал-губернатор Константин Петрович фон Кауфман возбудил ходатайство об учреждении в областях Туркестанского генерал-губернаторства особой епархии (ввиду отдалённости Оренбургского и Томского епархиальных управлений, к ведению которых относились церкви и духовенство вверенного ему края); однако, категорически не желая нахождения епархиального архиерея в Ташкенте, просил назначить местопребывание последнего в областном городе Семиреченской области — городе Верном. Ходатайство Кауфмана было «уважено по Высочайше утверждённому 1 мая 1871 года мнению Государственного Совета».
12 ноября 1871 года на новоучреждённую Туркестанскую кафедру был назначен епископ Софония (Сокольский) (ранее епископ Новомиргородский, викарий Херсонской епархии; † 26 ноября 1877) с титулом «Ташкентский и Туркестанский».
C 1896 года епархиальное начальство возбуждало ходатайства о переносе (или образовании отдельной) кафедры в Ташкенте.
В 1900 году к епархии из состава Грузинской епархии была перечислена Закаспийская область.
Ввиду огромности территории Туркестана и малого числа приходских церквей, большинство православного населения было приписано к военным «неподвижным» церквам, которые в 1900 году перешли из ведения епархиального управление в ведомство протопресвитера военного и морского духовенства; в 1911 году епископ Димитрий (Абашидзе) ходатайствовал перед Святейшим синодом о их возвращении в ведение епархиального управления, что отчасти было удовлетворено.
16 декабря 1916 года был Высочайше утверждён доклад Святейшего синода о переводе кафедры Преосвященного Вернинского из Верного в Ташкент (в Верном учреждалось викариатство).
Весной 1923 года в Туркестанской епархии бо́льшая часть духовенства и приходов признали власть обновленческого Синода (епархия перешла под управление обновленческого епископа Николая (Коблова)); управлявший епархией архиепископ Иннокентий (Пустынский) после ареста ряда «староцерковных» священнослужителей самовольно покинул епархию.
В период 1927—1929 годов Ташкентской епархией («староцерковной») управлял возвратившийся из сибирской ссылки епископ Лука (Войно-Ясенецкий). До 1933 года во главе епархии стоял митрополит Никандр (Феноменов), затем бывший здесь в ссылке митрополит Арсений (Стадницкий); единственным храмом в их ведении была церковь «Всех скорбящих Радость» на кладбище.
По смерти митрополита Арсения в 1936 году епархия была разделена на «Ташкентскую и Среднеазиатскую» и «Алма-Атинскую и Казахстанскую». После ареста и расстрела в 1937 году архиепископа Тихона (Шарапова) обе епархии пребывали вдовствующими до 1945 года.
В 1943 году был вновь открыт единственный православный храм — Успенский госпитальный, впоследствии ставший кафедральным собором.
При епископе Гурии (Егорове) (1946—1953) число приходов в епархии достигло 66-и. Епископ Ермоген (Голубев) (1953—1960) сумел в период новой антирелигиозной кампании не допустить закрытия ни одного храма; более того, он перестроил и расширил Успенский собор.
12 октября 2007 года Туркменистанское благочиние было выведено из состава епархии.
27 июля 2011 года был образован Среднеазиатский митрополичий округ, в состав которого вошли Ташкентская и выделенные из её состава Бишкекская и Душанбинская епархии, а также опять возвращены Патриаршие приходы в Туркменистане.
6 ноября 2017 года Священный Синод Русской православной церкви утвердил устав Ташкентско-Узбекистанской епархии.

## Современное состояние
Общее количество приходов — 35.
С ноября 1996 года при поддержке правительства Узбекистана строится Духовно-административный центр при Успенском кафедральном соборе. С 1998 года функционирует Ташкентская духовная семинария.

## Благочиннические округа епархии
| Список благочиннических округов епархии | Список благочиннических округов епархии | Список благочиннических округов епархии                           | Список благочиннических округов епархии                                              |
| Название                                | Благочинный                             | Центральный храм                                                  | Территория                                                                           |
| Узбекистан                              | Узбекистан                              | Узбекистан                                                        | Узбекистан                                                                           |
| --------------------------------------- | --------------------------------------- | ----------------------------------------------------------------- | ------------------------------------------------------------------------------------ |
| Ташкентское                             | протоиерей Игорь Балухатин              | Храм святого равноапостольного великого князя Владимира (Ташкент) | Ташкент и Ташкентская область                                                        |
| Самаркандское                           | протоиерей Роман Загребельный           | Храм святого великомученика Георгия Победоносца                   | Самаркандская область, Сурхандарьинская область и Кашкадарьинская область            |
| Гулистанское                            | протоиерей Андрей Тугушев               | Храм святого Николая                                              | Сырдарьинская область, Джизакская область                                            |
| Ферганское                              | протоиерей Владислав Чеченов            | Храм преподобного Сергия Радонежского                             | Ферганская область, Наманганская область, Андижанская область                        |
| Бухарское                               | протоиерей Леонид Козин                 | Храм преподобного Сергия Радонежского                             | Бухарская область, Навоийская область, Хорезмская область, Республика Каракалпакстан |

### Отделы Епархии
- Просветительский отдел — руководитель протоиерей Сергий Стаценко
- Отдел по взаимодействию Церкви и общества — руководитель протоиерей Сергий Стаценко
- Отдел по катехизации — председатель иерей Сергий Алахтаев
- Отдел по делам молодежи — Председатель священник Владимир Платонов
- Отдел по взаимодействию с вооруженными силами и правоохранительными учреждениями — Председатель протоиерей Игорь Балухатин
- Отдел по тюремному служению — Председатель протоиерей Игорь Балухатин
- Паломнический отдел — Председатель Саркисянц Елена Васильевна
- Отдел культуры и спорта Ташкентской и Узбекистанской епархии Среднеазиатского митрополичьего округа - руководитель Феденко Игорь Анатольевич
- Служба по научной работе — Флыгин Юрий Степанович
- Апологетическая служба — Шковородюк Олег Степанович
- Отдел «Сретенье» — заслуженный работник культуры Республики Узбекистан Андрей Слоним

### Комиссии Епархии
- Комиссия по издательству и духовной цензуре — Председатель Протоиерей Игорь Балухатин
- Комиссия по канонизации святых — Председатель игумен Нектарий Блинов
- Богослужебная комиссия — Председатель Протоиерей Игорь Балухатин
- Комиссия по делам монастырей — Председатель игумен Нектарий Блинов
- Комиссия по делам кандидатов на посвящение в священный сан — Председатель Протоиерей Игорь Балухатин

### Храмы
Кафедральный собор: Успенский в Ташкенте.
В Узбекистане расположено около 37 храмов и молельных домов; построены новые храмы в городах Навои, Зарафшан, Учкудук, Карши; строится храм в Ургенче (Хорезмская область).

### Монастыри
- Свято-Троице-Георгиевский монастырь (мужской; город Чирчик, Ташкентская область)
- Свято-Троицкий Никольский (женский; Ташкент)
- Покровский монастырь (женский; Дустабад)

### Учебные заведения
- Ташкентская духовная семинария (ТДС) открыта в 1998 году.

### Святыни епархии
1. В Успенском соборе города Ташкента имеется копия Иверской иконы Божией Матери, которая была написана на Святой горе Афон и доставлена в епархию архиепископом Димитрием (Абашидзе) в начале XIX века.
2. Под Самаркандом хранится рука пророка Даниила, перенесенная Амиром Тимуром из Месопотамии в XIV веке: эту святыню почитают как православные христиане, так и мусульмане.

### СМИ
- Начальник пресс-службы Ташкентской и Узбекистанской епархии — иеромонах Михаил (Столяров)
- Газета «Слово жизни», выходит с 7 апреля 1991 года (с февраля 1993 года, ежемесячная) в Узбекистане (Ташкент), тираж — 1500, главный редактор — Надежда Исаева.
- Журнал «Восток свыше» главный редактор: Евгений Абдуллаев (Сухбат Афлатуни).
- Интернет-журнал «5 элемент» (одноимённой православной творческой группы).

## Епископы
- Софония (Сокольский) (12 ноября 1871 — 26 ноября 1877)
- 12 марта 1877 — 6 августа 1883 — Александр (Кульчицкий)
- 6 августа 1883 — 21 ноября 1892 — Неофит (Неводчиков)
- 22 ноября 1892 — 18 февраля 1895 — Григорий (Полетаев)
- 18 января 1895 — 19 июня 1897 — Никон (Богоявленский)
- 28 июня 1897 — 9 ноября 1897 — Анастасий (Опоцкий) [10], По состоянию здоровья в Туркестан не выехал и 9 ноября 1897 года из-за крайне расстроенного здоровья был уволен от управления епархией
- 9 ноября 1897 — 18 декабря 1902 — Аркадий (Карпинский)
- 18 декабря 1902 — 20 января 1906 — Паисий (Виноградов)
- 20 января 1906 — 25 июня 1912 — Антоний (Абашидзе)
- декабрь 1912 — март 1923 — Иннокентий (Пустынский)
- 12 мая 1923 — сентябрь 1927 — Лука (Войно-Ясенецкий)
- 25 января 1925 — февраль 1927 — Сергий (Лавров)  в/у, епископ Алма-Атинский
- 1927 — 3 марта 1933 — Никандр (Феноменов)
- 23 марта — 24 августа 1933 — Афанасий (Малинин)
- 24 августа 1933 — 10 февраля 1936 — Арсений (Стадницкий)
- 13 марта 1936 — 23 февраля 1938 — Борис (Шипулин)
- 11 июля 1944 — 20 июня 1946 — Кирилл (Поспелов)
- 25 августа 1946 — 28 января 1953 — Гурий (Егоров)
- 1 марта 1953 — 15 сентября 1960 — Ермоген (Голубев)
- 15 сентября 1960 — 28 февраля 1971 — Гавриил (Огородников)
- февраль 1971 — 11 октября 1972 — Платон (Лобанков)  до 25 июня 1971 — в/у, епископ Самаркандский
- 11 октября 1972 — 10 сентября 1987 — Варфоломей (Гондаровский)
- 1 ноября 1987 — 20 июля 1990 — Лев (Церпицкий)
- 20 июля 1990 — 27 июля 2011 — Владимир (Иким)
- с 27 июля 2011 — Викентий (Морарь)

## Викариатства
- Пишпекское и Семиреченское (ныне самостоятельная Бишкекская епархия)
- Самаркандское (недейств.)
- Верненское (впоследствии самостоятельная Алма-атинская епархия)